# Cartón compacto
El cartón compacto es un producto basado en papel, fabricado a partir de fibras recuperadas. Existe gran multitud de acabados posibles para la terminación, con diferentes tipos y calidades de papel. Esta combinación le otorga unas propiedades únicas, que hacen de él la base perfecta para un Packaging de alta calidad.

## Características
Habitualmente el cartón compacto se mide por el peso del cartón expresado en g/m2 (gramaje). El gramaje puede variar, dependiendo del fabricante, desde los 300 g/m2 a los 3.000 g/m2. De igual forma, el cartón compacto puede ser fabricado en diferentes grosores (distancia entre láminas) y densidades (grado de compactación de los materiales).  
Entre las características únicas del cartón compacto se pueden destacar las siguientes:

### Apariencia
- Perfecta para imprimir
- Atractivo visual
- Branding de alta calidad

### Flexibilidad
- Fácil plegado
- Construcción inteligente
- Usado en amplia gama de productos

### Solidez
- Refrigerados o congelados
- Húmedo o seco
- Facilidad para su apilado

### Delgadez
- Menor tamaño
- Escasa manipulación
- Ahorros de costes logísticos

### Agilidad
- Facilidad de manejo y desplazamiento
- Gran velocidad de conversión
- Manipulación y packaging de alta velocidad